# Edisons 1980
De Edisons 1980 werden op 23 juni 1980 bekendgemaakt door de NVPI, de overkoepelende organisatie van platenmaatschappijen in Nederland. De jury stond onder leiding van AVRO-presentatrice Meta de Vries.
De uitreiking van de prijzen vond plaats op 29 oktober 1980 in het Concertgebouw in Amsterdam door Erik Jurgens, destijds voorzitter van de NOS.
In zijn toespraak zei Jurgens dat de platenindustrie in 1980 onder druk stond door "de verdere ontwikkeling van de technologie van de massamedia in de richting van een doe-het-zelfcultuur voor zowel de grammofoonplatensector als voor de omroep". Hiermee doelde hij op het thuiskopiëren van audio en video dat rond 1980 snel opgang maakte. De NVPI meldde datzelfde jaar een forse teruggang in de platenverkoop, wat door sommigen werd toegeschreven aan het thuiskopiëren.

## Winnaars
Internationaal

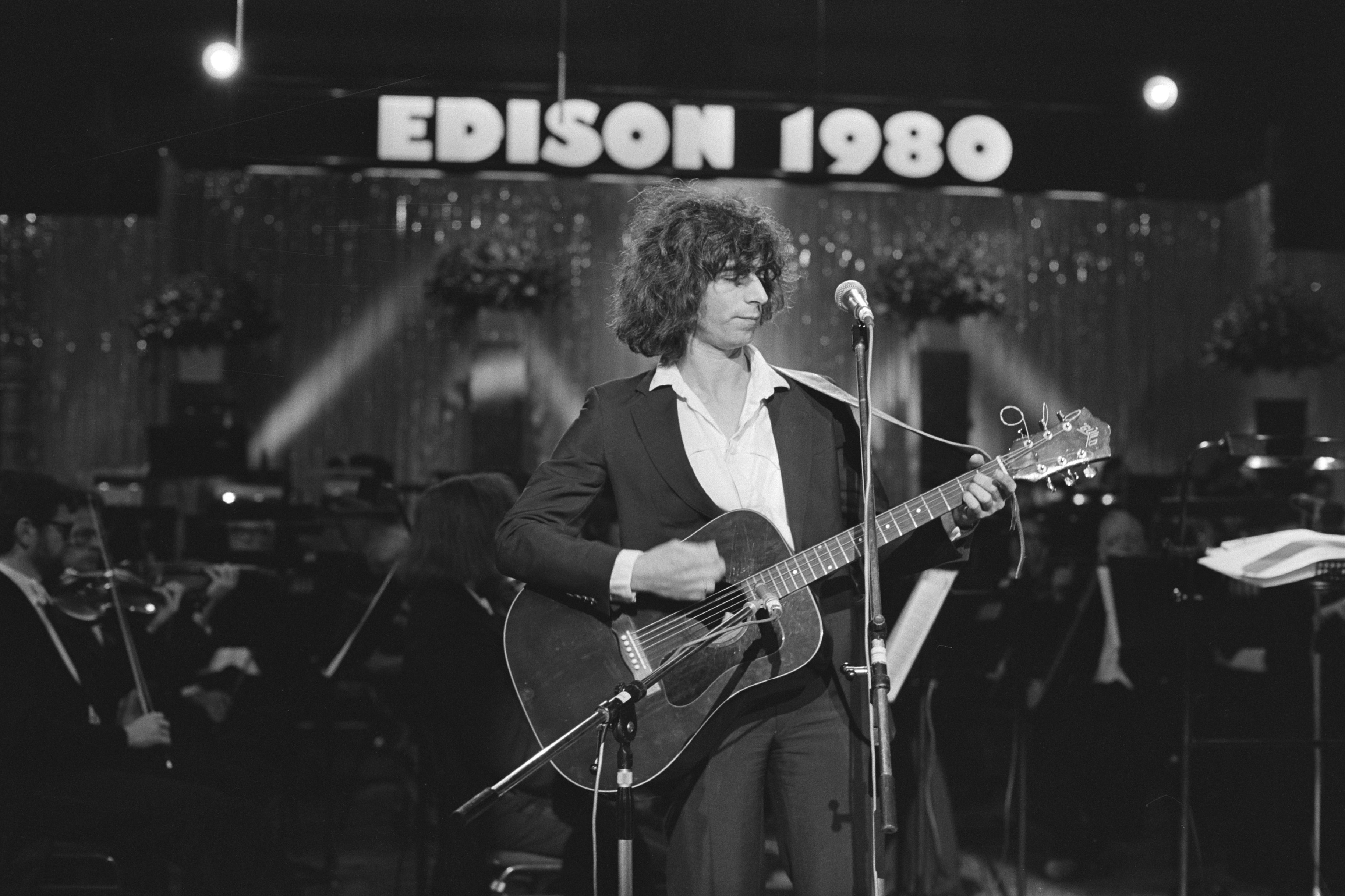
Boudewijn de Groot

- Vocaal: Charles Aznavour voor Autobiographie
- Instrumentaal: David Sanborn voor Hideaway
- Pop: Joe Jackson voor I'm The Man!
- Jazz: Dexter Gordon & Johnny Griffin voor Great Encounters
- Country: Lee Clayton voor Naked Child
- Singer/Songwriter: JD Souther voor You're Only Lonely
- Musical/Film: Stevie Wonder voor Journey Through the Secret Life of Plants
- Single van het jaar: Cliff Richard voor We Don't Talk Anymore

Stevie Wonder werd onderscheiden in de categorie musical/film omdat het album Journey Through the Secret Life of Plants als soundtrack was gebruikt voor een Amerikaanse tv-documentaire onder dezelfde naam.
Nationaal:
- Vocaal (Nederlandstalig): Boudewijn de Groot voor Van een afstand
- Vocaal (Nederlandstalig): Jasperina de Jong voor Thuis Best
- Vocaal (Buitenlands): Margriet Eshuijs voor On The Move Again
- Vocaal (Buitenlands): Gé Titulaer voor What's New
- Instrumentaal: Flairck voor Gevecht met de Engel
- Cabaret/Theater: Robert Long voor Homo Sapiens
- Pop: Lancee voor Models
- Single van het jaar: Spargo voor You and Me

Gé Titulaer is de vader van Boris Titulaer, de zanger die in 2007 een Edison Jazzism Publieksprijs won. Zij zijn de enige vader en zoon die beiden een Edison hebben gewonnen.
1960 · 1961 · 1962 · 1963 · 1964 · 1965 · 1966 · 1967 · 1968 · 1969 · 1970 · 1971 · 1972 · 1973 · 1974 · 1975 · 1976 · 1977 · 1978 · 1979 · 1980 · 1981 · 1982 · 1983 · 1984 · 1985 · 1986 · 1987 · 1988 · 1989 · 1990 · 1991 · 1992 · 1993 · 1994 · 1995 · 1996 · 1997 · 1998 · 1999 · 2000 · 2001 · 2002 · 2003 · 2004 · 2005 · 2006 · 2007 · 2008 · 2009 · 2010 · 2011 · 2012 · 2013 · 2014 · 2015 · 2016 · 2017 · 2018 · 2019 · 2020 · 2021 · 2022 · 2023 · 2024